# John Fuller
John Fuller (North Stoneham, 20 febbraio 1757 – Londra, 11 aprile 1834) è stato un politico e filantropo britannico.
Noto soprattutto come Mad Jack, sebbene lui preferisse chiamarsi Honest John, fu grande patrono delle arti e delle scienze, nonché sostenitore della schiavitù. Acquistò e commissionò diverse opere a William Turner. Fu anche sostenitore e mentore di Michael Faraday.

## Primi anni
Fuller nacque il 20 febbraio 1757 nel Nord Stoneham, Hampshire. Fu battezzato nel villaggio di Waldron, vicino a Heathfield, nel Sussex (oggi East Sussex), nel sud dell'Inghilterra. I suoi genitori erano il reverendo Henry Fuller (15 gennaio 1713 - 23 luglio 1761) e sua moglie Frances, coniugata Fuller (1725 - 14 febbraio 1778).
Perse il padre nel 1761, quando aveva quattro anni. All'età di dieci anni, nel 1767, iniziò la sua formazione presso l'Eton College, una scuola pubblica nel Berkshire.
Il 7 maggio 1777, Rose Fuller, zio di Jack Fuller, morì, lasciando a Jack i suoi possedimenti nel Sussex e le piantagioni giamaicane. Jack Fuller quindi prese possesso della tenuta di Rose Hill (successivamente Brightling Park) a Brightling, Sussex, all'età di 20 anni.

## Vita
Nel 1779, John "Mad Jack" Fuller, all'età di 22 anni, fu capitano di una compagnia di fanteria leggera nella milizia del Sussex. Nel 1796, Fuller fu nominato alto sceriffo del Sussex, per un periodo di un anno, e nel 1798 divenne un capitano nella Cavalleria dei Gentlmen e Yeomanry del Sussex.
Nel 1780, all'età di 23 anni, Jack Fuller fu eletto al Parlamento. Fu membro del parlamento come rappresentante di Southampton dal 1780 al 1784 e del Sussex dal 1801 al 1812.
Fuller, noto alcolizzato, il 27 febbraio 1810 fu coinvolto in un incidente con lo Speaker in Parlamento, che lo portò ad essere oggetto del pubblico sdegno. In quel periodo stava servendo in un comitato che stava indagando sulla disastrosa Spedizione Walcheren dell'anno precedente. Nonostante altri episodi da ubriaco, la sua carriera parlamentare è probabilmente più nota per il suo convinto sostegno della schiavitù. In un dibattito affermò che gli schiavi indiani occidentali vivevano in condizioni migliori di molte persone dell'Inghilterra.
Morì l'11 aprile 1834, a Londra. Fu sepolto presso il cimitero di Brightling, al di sotto di una piramide che aveva fatto costruire come sua tomba. Il maggior beneficiario del suo testamento furono il nipote Peregrine Parlmer Fuller Palmer Acland (1789-1871) e il generale sir Augustus Elliot Fuller (1777-1857) che era cugino di primo grado di John Fuller.